# Айнишах-султан
Айниша́х-султа́н (тур. Aynişah Sultan), также Айныша́х-султа́н (тур. Aynışah Sultan) и Айныша́х-хату́н (тур. Aynışah Hatun; ум. после 1512, предположительно в Бурсе) — дочь османского султана Баязида II, единокровная сестра султана Селима I. Супруга правителя Ак-Коюнлу Гёдек Ахмеда.

## Биография
Айнишах-султан была одной из дочерей султана Баязида II. Матерью Айнишах по версии Энтони Алдерсона была Нигяр-хатун, тогда как Чагатай Улучай, основываясь на захоронении Айнишах в мавзолее Ширин-хатун, и Недждет Сакаоглу называют Ширин матерью Айнишах. Сакаоглу также пишет, что в Sicill-i Osmani Сюрейи Мехмед-бея дочь султана названа «Айнышах», тогда как Алдерсон называет её «Хатидже»; Сакаоглу полагает, что дочь Баязида в действительности носила двойное имя — «Хатидже Айнышах».
Согласно Чагатаю Улучаю, в 1490 году Айнишах была выдана замуж за Гёдек Ахмеда, сына Угурлу Мехмед-бея, принца из династии Ак-Коюнлу, и Гевхер-хатун, дочери султана Мехмеда II. Сакаоглу пишет, что брак состоялся ранее — в 1489 году. И Улучай и Сакаоглу ссылаются на труд Ашикпашазаде; вероятно путаница в датах возникла при переводе из исламского летоисчисления в григорианское. Кроме того, Сакаоглу пишет о том, что Гёдек Ахмед много времени проводил при османском дворе и останавливался в султанских дворцах, и вполне возможно свадьба состоялась несколькими годами ранее. Супруг Айнишах в 1497 году захватил трон Ак-Коюнлу, однако правление его было недолгим: он начал реформы, направленные на создание сильного централизованного государства, но семь месяцев спустя погиб в борьбе с феодалами.
Айнишах вела переписку со своим отцом Баязидом II и братом Селимом I; так, сохранилось письмо Айнишах от 1512 года, в котором она поздравляет единокровного брата с восшествием на престол. Кроме того, Айнишах, как и многие дочери султанов, занималась благотворительностью: она была инициатором строительства мектеба при медресе Бешира-аги в районе Эминёню в Стамбуле, а также основала благотворительный фонд в 1506 году, который обеспечивал работу мектеба.
Точные дата и место смерти Айнишах неизвестны, однако Недждет Сакаоглу предполагает, что она умерла после 1512 года в Бурсе. По мнению Улучая, она была похоронена в мавзолее Ширин-хатун в Бурсе; Недждет Сакаоглу пишет, что существует две версии о захоронении Айнишах: в тюрбе матери в Бурсе и при мектебе в Стамбуле.

## Потомки
Количество детей Айнишах и Гёдек Ахмеда согласно различным источникам разнится. Так, Энтони Алдерсон называет единственным ребёнком Айнишах сына Зейнеддина. Чагатай Улучай пишет о двух дочерях Айнишах, одна из которых была замужем за Яхьяпашазаде Малкочоглу Бали-беем, а другая — за «сыном султана Ахмеда Алаеддином (Али)». Недждет Сакаоглу сообщает о сыне Зейнеддине и дочери, которая была замужем за Яхьяпашазаде.